# صندوق توسعه ملی
صندوق توسعه ملّی نهادی دولتی است که نقش صندوق ثروت ملی ایران را دارد.
صندوق توسعه ملّی، پس از تجربه ناموفق حساب ذخیره ارزی، بر اساس ماده ۸۴ قانون برنامه پنجم توسعه با هدف تبدیل بخشی از عواید ناشی از فروش نفت و گاز، میعانات گازی و فراورده‌های نفتی به ثروت‌های ماندگار، مولد و سرمایه‌های زاینده اقتصادی و نیز حفظ سهم نسل‌های آینده از منابع نفت و گاز و فراورده‌های نفتی تأسیس شد.

## تاریخچه
طرح ایجاد حساب ذخیره ارزی در قالب ماده ۶۰ قانون برنامه سوم توسعه کشور در سال ۱۳۷۹ به تصویب مجلس شورای اسلامی رسید و به دنبال آن، آیین‌نامه اجرایی آن نیز در آبان همان سال، از سوی هیئت وزیران به تصویب رسید. به موجب بند (ه) ماده ۶۰ قانون برنامه سوم توسعه کشور (مصوب ۱۷ فروردین ماه سال ۱۳۷۹ و ۱۹ مهرماه سال ۱۳۷۹ مجلس شورای اسلامی)، آئین‌نامه اجرایی این ماده به پیشنهاد سازمان مدیریت و برنامه‌ریزی و بانک مرکزی ایران و وزارت امور اقتصادی و دارایی حداکثر ظرف مدت ۳ ماه از تاریخ تصویب این قانون، به تصویب هیئت وزیران رسید. همچنین به ماده ۶۰ اصلاحی قانون برنامه سوم توسعه، هیئتی متشکل از رئیس سازمان مدیریت و برنامه‌ریزی، وزیر امور اقتصادی و دارایی، رئیس کل بانک مرکزی و ۴ نماینده به انتخاب رئیس‌جمهوری (حداقل ۲ نفر از بین وزیران) به عنوان هیئت امنای حساب ذخیره ارزی، جهت نظارت بر عملکرد صندوق و اتخاذ تصمیم در موارد تعیین شده در این آیین‌نامه و موارد دیگری تشکیل شد.
سید محمد خاتمی در ضرورت تشکیل این صندوق، در سخنرانی جلسه رأی اعتماد به دولت هشتم ایران که در مجلس برگزار شد، چنین عنوان می‌کند:
در گذر از سال ۱۳۷۷ به ۷۸، شب‌های متمادی خواب نداشتیم و روزها نگرانی‌مان در اوج بود. چون فقط سه روز ذخیره گندم در کشور داشتیم… آیا شما می‌دانید به خاطر نداشتن ارز، در جایی که نمی‌توانستیم بدهی‌هایمان را بپردازیم، با سیلی صورت خود را سرخ نگه داشتیم.
عملکرد ناامیدکنندهٔ حساب ذخیره ارزی در برنامه چهارم توسعه، محافل سیاست‌گذاری را به فکر تغییر راهبرد مدیریت درآمدهای نفتی در اقتصاد ایران انداخت. بر همین اساس بود که مجمع تشخیص مصلحت نظام در خرداد ۸۷، در بند ۸ پیش‌نویس الزامات تحقق چشم‌انداز بیست‌ساله، موضوع ایجاد صندوق توسعه ملّی را طرح کرد. بر اساس این بند، با تغییر نگاه به نفت و گاز و درآمدهای حاصل از منبع تأمین بودجه عمومی به منابع و سرمایه‌های زاینده اقتصادی، صندوق توسعه ملّی مستقل با سازوکار مناسب قانونی ایجاد می‌شد. در مورد صندوق توسعه ملّی، بر نکات ذیل تأکید شده است:
1. وجوه حاصل از فروش نفت خام و گاز طبیعی تولید شده، به قیمت‌های صادراتی، درآمد دولت محسوب نمی‌شود و ناشی از فروش دارایی و ثروت ملّی است و برای زایندگی مستمر و حفظ این ثروت‌های طبیعی باید به سرمایه مولد تبدیل شود.
2. از ابتدای برنامه پنجم توسعه سالانه حداقل ۴۰ درصد از ارزش تولید موضوع بند ۱، پس از اعمال حساب در خزانه‌داری کل کشور به عنوان تأمین و افزایش سرمایه صندوق توسعه ملّی منظور شده و مابقی صرف تأمین و جبران کسری اعتبارات هزینه‌ای، سرمایه‌ای و مالی دولت و یارانه‌های سوخت، دارو و کالای اساسی و تکانه‌های ناشی از کاهش درآمدهای نفتی می‌شود.
3. وابستگی اعتبارات هزینه‌ای دولت به درآمدهای نفت و گاز، به‌صورت سالانه باید کاهش یابد؛ به‌طوری‌که تا پایان برنامه پنجم توسعه وابستگی اعتبارات هزینه‌ای دولت (به‌جز یارانه‌های پرداختی) به‌طور کامل قطع گردد.
4. اهداف و وظایف صندوق عبارت‌اند از: الف) ارائه تسهیلات ارزی به بخش‌های خصوصی، تعاونی و عمومی غیردولتی با هدف توسعهٔ سرمایه‌گذاری داخلی و خارجی با در نظر گرفتن شرایط رقابتی و بازدهی مناسب اقتصادی ب) اجرای عملیات مالی برای حفظ و افزایش ارزش سرمایه‌های صندوق در خارج از کشور
5. اساسنامه صندوق باید به نحوی به تصویب مجلس شورای اسلامی برسد که اطمینان کافی از استقلال و عدم تأثیرپذیری تصمیمات و سیاست‌گذاری‌های آن از نوسانات و نگرش‌های کوتاه‌مدّت و تغییرات مدیریت سیاسی وجود داشته باشد.
6. از زمان تشکیل صندوق، همهٔ تعهدات، بدهی‌ها، مطالبات و موجودی حساب ذخیره ارزی که تا زمان مذکور از طریق بانک مرکزی جمهوری اسلامی ایران یا شبکه بانکی کشور انجام می‌شده است، به حساب‌های صندوق یاد شده منتقل و مازاد دارایی‌ها به بدهی‌ها و تعهدات مذکور به حساب افزایش سرمایه صندوق منظور می‌شود.
7. افزایش سالانه منابع ارزی صندوق منحصراً به حساب افزایش سرمایه صندوق یادشده منظور شود و از پرداخت مالیات بر درآمد و هرگونه حقوق دولتی دیگر معاف است.[۵]

## اهداف
حساب ذخیره ارزی اهدافی نظیر ایجاد ثبات در میزان درآمدهای حاصل از فروش نفت خام، تبدیل دارایی‌های حاصل از فروش نفت خام به دیگر انواع ذخایر و کاهش تلاطم‌های ارزی دارد.
به عنوان مثال سرمایه‌گذاری در میراث فرهنگی، صنایع دستی و گردشگری یکی از موارد قابل استفاده از صندوق ذخیره ارزی می‌باشد.
بر اساس قوانین برنامه سوم و چهارم توسعه، دولت در صورتی مجاز به برداشت از این حساب است، که درآمد ارزی حاصل از صادرات نفت خام نسبت به ارقام پیش‌بینی شده کاهش پیدا کند. همچنین برداشت از حساب ذخیره ارزی برای تأمین کسری ناشی از عواید غیرنفتی بودجه عمومی ممنوع است.
در قانون پنج ساله چهارم توسعه مقرر شده است به منظور سرمایه‌گذاری و تأمین بخشی از اعتبارات موردنیاز طرح‌های تولیدی و کارآفرینی بخش غیردولتی که توجیه فنی و اقتصادی آن‌ها به تأیید وزارتخانه‌های تخصصی ذی‌ربط رسیده باشد، تا ۵۰ درصد حساب ذخیره ارزی، از طریق شبکه بانکی داخلی و بانک‌های ایرانی خارج از کشور، به صورت تسهیلات با تضمین کافی تخصیص یابد.
فلسفه شکل‌گیری این حساب در ایران بیشتر در راستای تعدیل فشارهای ناشی از نوسان قیمت نفت بر اقتصاد ملی بوده تا ایجاد حساب پس‌انداز برای نسل‌های آینده کشور و حاکمیت این نگرش بر دیدگاه دولتمردان و برنامه‌ریزان کشور، نحوهٔ عملکرد این حساب را به صورت مستقیم تحت تأثیر قرار داده است.
دولت در ماده ۷۶ لایحه برنامه پنجم توسعه و بند ۱۳ لایحه بودجه ۱۳۸۹، موضوع ایجاد صندوق توسعه ملّی را طرح کرد. بر اساس نظر دولت، به منظور تبدیل عواید ناشی از فروش منابع طبیعی به ثروت‌های ماندگار و مولد، صندوق توسعه ملّی به‌صورت مؤسسه‌ای عمومی و غیردولتی، با واریز حداقل ۲۰ درصد از منابع حاصل از صادرات نفت و گاز و فرآورده‌های نفتی تشکیل می‌شد.
اهداف و مصارف صندوق توسعه ملّی عبارت‌اند از:
1. اعطای تسهیلات به بخش‌های خصوصی، تعاونی و عمومی غیردولتی با هدف تولید، اجرای طرح‌های اقتصادی، زیربنایی، صنایع نوین و فعالیت‌های اقتصادی پرخطر و توسعه سرمایه‌گذاری در داخل و خارج از ایران با در نظر گرفتن شرایط رقابتی و بازدهی مناسب اقتصادی
2. مشارکت‌های مالی توسعه‌ای با بخش‌های خصوصی، تعاونی و عمومی غیردولتی یا کمک به آن‌ها برای اهداف مقرر در جزء «۱» این بند
3. سرمایه‌گذاری مالی در بازارهای پولی و مالی داخلی و خارجی
4. سپرده‌گذاری در بانک‌های توسعه‌ای و تخصصی به منظور ارتقای قدرت تسهیلات‌دهی آن‌ها
5. اعطای تسهیلات به سرمایه‌گذاران خارجی به منظور جلب و حمایت از سرمایه‌گذاری در ایران
6. مشارکت و اعطای تسهیلات به منظور ایجاد شرکت‌ها و بانک‌های مشترک ایرانی-خارجی
7. پرداخت مابه‌التفاوت قیمت تکلیفی موضوع بند «د» ماده ۹۳ این قانون
8. تأمین کسری بودجه عمومی دولت معادل کاهش عواید ارزی حاصل از صادرات نفت خام نسبت به ارقام پیش‌بینی‌شده در قوانین بودجه سنواتی
9. تأمین نیازهای ارزی احتیاطی کشور در شرایط بحرانی با تصویب شورای عالی امنیت ملّی
10. اعطای کمک‌های بلاعوض، پرداخت یارانه و سود و کارمزد، پرداخت تسهیلات در قالب وجوه اداره شده و سرمایه‌گذاری دولت در طرح‌های زاینده اقتصادی در بخش‌های مختلف اجتماعی، فرهنگی، زیربنایی و تولیدی با اولویت آب و کشاورزی، حمل‌ونقل، اشتغال و مسکن
11. موارد ضروری و اجتناب‌ناپذیر با تشخیص هیئت امنا و در راستای اهداف صندوق
12. سایر موارد قانونی[۵]

## ارکان سازمان صندوق
1. هیئت امناء
2. هیئت عامل
3. هیئت نظارت

هیئت امناء به‌عنوان بالاترین رکن صندوق، مطابق بندهایی رئیس و سایر اعضای هیئت عامل انتخاب می‌کنند. عزل رئیس و اعضای هیئت عامل نیز با پیشنهاد هریک از اعضای هیئت امناء و تصویب هیئت امناء امکان‌پذیر است. تعیین انواع فعالیت‌های موردقبول و واجد اولویت پرداخت تسهیلات در بخش‌ها و زیر بخش‌های تولیدی یا خدماتی زاینده ازجمله گردشگری و با بازده مناسب اقتصادی از وظایف و اختیارات هیئت امناء است.
هیئت عامل صندوق توسعه ملی مرکب از ۵ نفر از افراد صاحب‌نظر، باتجربه و خوش‌نام در امور اقتصادی، حقوقی، مالی، بانکی و برنامه‌ریزی با حداقل ۱۰ سال سابقه مرتبط و مدرک تحصیلی کارشناسی ارشد، توسط هیئت امنا انتخاب و با حکم رئیس‌جمهور منصوب می‌شوند.
بر اساس اساسنامه صندوق توسعه ملّی، اعضای هیئت‌امنای صندوق عبارت‌اند از رئیس‌جمهور، رئیس سازمان مدیریت و برنامه‌ریزی کشور (دبیر هیئت امنا)، وزیر امور اقتصادی و دارایی، وزیر تعاون کار و رفاه اجتماعی، وزیر نفت، رئیس‌کل بانک مرکزی جمهوری اسلامی ایران، رئیس اتاق بازرگانی صنایع معادن و کشاورزی ایران به‌عنوان عضو ناظر و بدون حق رأی، رئیس اتاق تعاون جمهوری اسلامی ایران به‌عنوان عضو ناظر و بدون حق رأی، ۲ نفر نماینده از کمیسیون‌های اقتصادی و برنامه‌وبودجه و محاسبات به انتخاب مجلس شورای اسلامی و دادستان کل کشور.
تغییر در اساسنامه و انحلال این صندوق، تنها با تصویب مجلس شورای اسلامی است.
هرگونه تصمیم هیئت امناء در مورد تصویب ترازنامه و صورت‌های مالی صندوق و نیز انتصاب رئیس و اعضای هیئت عامل در روزنامه رسمی کشور و نیز یکی از روزنامه‌های کثیرالانتشار به انتخاب هیئت امناء، منتشر می‌شود.
به‌منظور اداره امور صندوق در چهارچوب مفاد اساسنامه و مصوبات هیئت امناء، هیئت عامل مرکب از ۵ نفر از افراد صاحب‌نظر، باتجربه و خوش‌نام در امور اقتصادی، حقوقی، مالی، بانکی و برنامه‌ریزی با حداقل ۱۰ سال سابقه مرتبط و مدرک تحصیلی کارشناسی ارشد، توسط هیئت امناء انتخاب و با حکم رئیس‌جمهور منصوب می‌شوند و دارای وظایف و اختیاراتی می‌باشند، ازجمله وظایف بر عهدهٔ رئیس سازمان صندوق سرمایه‌گذاری توسعه ملی پیشنهاد فعالیت‌های موردقبول و واجد اولویت پرداخت تسهیلات در بخش‌ها و زیر بخش‌های تولیدی و خدماتی زاینده و با بازده مناسب اقتصادی به هیئت امناء، پیشنهاد موارد سرمایه‌گذاری در بازارهای پولی و مالی بین‌المللی و داخلی به هیئت امناء، ارائه پیشنهاد به هیئت امناء در خصوص نظامنامه‌ها و شرایط و نحوه اعطای تسهیلات، انعقاد قرارداد با مشاور معتبر بین‌المللی در امور سرمایه‌گذاری و مهندسی مالی برای ارزیابی، بهبود و ارتقای عملکرد صندوق می‌باشد.

### هیئت امناء
ترکیب اعضای هیئت امناء به شرح زیر است:
1. رئیس‌جمهور
2. رئیس سازمان مدیریت و برنامه‌ریزی کشور (دبیر هیئت امناء)
3. وزیر امور اقتصادی و دارایی
4. وزیر تعاون، کار و رفاه اجتماعی
5. وزیر نفت
6. رئیس‌کل بانک مرکزی جمهوری اسلامی ایران
7. رئیس اتاق بازرگانی، صنایع، معادن و کشاورزی ایران به‌عنوان عضو ناظر و بدون حق رأی
8. رئیس اتاق تعاون جمهوری اسلامی ایران به‌عنوان عضو ناظر و بدون حق رأی
9. دو نفر نماینده از کمیسیون‌های اقتصادی و برنامه‌وبودجه و محاسبات به انتخاب مجلس شورای اسلامی
10. دادستان کل کشور

### رئیس هیئت عامل
رئیس هیئت عامل دارای وظایف و اختیاراتی همچون اداره امور داخلی صندوق، به‌کارگیری نیروی انسانی و انجام هزینه‌های جاری و اداری صندوق می‌باشد.

## تفاوت حساب ذخیره ارزی و صندوق توسعه ملّی
حساب ذخیره ارزی یک حساب دولتی است که اگر دولت پس از دخل و خرج‌های پیش‌بینی‌شده درآمد زیادی کسب کرد، باید آن مبالغ را به حساب ذخیره ارزی واریز کند؛ بنابراین این حساب به عنوان یک قلک دولتی به‌شمار می‌رود. پس از سیاست‌های کلان اقتصادی در قانون برنامه پنجم مقرر شد که صندوقی تحت عنوان صندوق توسعه ملّی تشکیل و ۲۰ درصد از درآمدهای نفتی قبل از هر هزینه‌ای به این صندوق واریز شود؛ بنابراین صندوق توسعه ملّی یک صندوق ملّی برای حمایت از بخش خصوصی بوده و حساب ذخیره ارزی یک حساب دولتی است. حساب ذخیره ارزی همچنان وجود دارد و اگر دولت مازادی بر هزینه‌هایش داشته باشد، به این حساب واریز می‌کند.

## تاریخچهٔ عملکرد حساب ذخیره ارزی

### عملکرد دولت محمد خاتمی
مسعود نیلی معاون سازمان مدیریت و برنامه‌ریزی در دولت خاتمی که از وی به عنوان طراح اصلی این حساب نام برده می‌شود، معتقد است که هر دو دولت خاتمی و احمدی‌نژاد در رعایت قانون برداشت از حساب ذخیره ارزی ضعیف عمل کردند؛ امّا عملکرد دولت احمدی‌نژاد نگران‌کننده بوده است.
در همین حال محمد خاتمی طی مصاحبه‌ای پیرامون حساسیت شدید در استفاده از حساب ذخیره ارزی گفت:
وقتی حساب ذخیره ارزی به وجود آمد، همهٔ دوستان می‌دانند که من چقدر روی خرج کردن از این حساب حساسیت داشتم و مراقب بودم که حساب ذخیره از مسیر خود خارج نشود؛ به‌خصوص در عرصه‌های جاری هزینه نشود و معتقد بودیم که باید از سهم صندوق بخش خصوصی تقویت شود تا بتواند پشتوانهٔ تولید کشور باشد؛ چرا که با تقویت این بخش بسیاری از مشکلات ما قابل حل خواهد بود ولی وقتی مواردی مطرح شد که معوقه‌های فرهنگیان از این صندوق پرداخت شود، با آن موافقت شد و این یکی از کارهای بزرگی بود که در آن زمان قابل انجام بود.
غلامرضا تاجگردون معاون اقتصادی سازمان مدیریت و برنامه‌ریزی در دولت دوم محمد خاتمی، خاطره‌ای را بازگو کرده که در آن رئیس‌جمهور وقت (محمد خاتمی) چگونه به دیدگاه‌های سازمان مدیریت و برنامه‌ریزی اهمیت می‌داده است.
زمانی که در دورهٔ دوم ریاست‌جمهوری آقای خاتمی سفری به یکی از شهرک‌های صنعتی اطراف تهران داشتیم، من هم به عنوان نمایندهٔ سازمان مدیریت و برنامه‌ریزی در این سفر همراه رئیس‌جمهور بودم. زمانی که آقای خاتمی داشت سخنرانی می‌کرد، جمعیت یک صدا فریاد می‌زد که برای شهرشان یک سالن آموزشی فنی و حرفه‌ای ایجاد شود. این خواسته را روی پارچه‌ها و تابلوهای مختلف نوشته بودند. آقای خاتمی زمانی که با این درخواست مواجه شد، سخنرانی خود را قطع کرد و از من که پشت سر ایشان در جایگاه ایستاده بودم، پرسید: «می‌توانیم از منابع امسال یا سال آینده چنین قولی به مردم بدهیم؟»
اشاره وی به اقدام احمدی‌نژاد در افزایش دادن بودجه شهرها و استان‌ها در پس درخواست مردم در جریان سفرهای استانی وی بود. از سویی با توجه به آنکه اکثریت مجلس هفتم در اختیار جناح راست قرار گرفت، محدودیت‌های بیشتری برای دولت خاتمی جهت برداشت از حساب ذخیره ارزی و باقی‌ماندهٔ بیشتری برای دولت محمود احمدی‌نژاد ایجاد شد.

### عملکرد دولت محمود احمدی‌نژاد
دولت احمدی‌نژاد حساب ذخیره ارزی را با مقدار قابل توجهی موجودی از دولت محمد خاتمی تحویل گرفت و همزمان سیر صعودی قیمت نفت به نحو بی‌سابقه‌ای ادامه یافت.
همسویی مجلس هفتم با وی نیز راه را برای استفاده بیشتر از این حساب هموار کرد و انحلال سازمان مدیریت و برنامه‌ریزی توسط وی نظارت بر برداشت‌های دولت از این حساب و چگونگی هزینه‌کرد آن را به حداقل رساند.
محمود احمدی‌نژاد در سال ۱۳۸۷ موجودی حساب ذخیره ارزی را محرمانه اعلام کرده بود.
برخی از نمایندگان مجلس اعلام کردند که وی برداشت‌های گسترده‌ای از این حساب، بدون مجوز مجلس و برای پرداخت به مردمی که در جریان سفرهای استانی احمدی‌نژاد به او نامه نوشته بودند، داشته است، تا جایی که این حساب به صندوق نذری تبدیل شده بود.
دولت احمدی‌نژاد خواستار اختصاص ۳۰ درصد از موجودی حساب ذخیره ارزی، به صندوق مهر رضا (صندوقی که برای ارائه وام ازدواج به جوانان تأسیس گشت) شده بود. کارشناسان نسبت به آثار تورمی این اقدام، به دولت هشدار داده بودند. همچنین دو نماینده مجلس پیرامون شایعه برداشت دولت از حساب ذخیره ارزی، جهت واردات میوه شب عید، وزیر بازرگانی را به مجلس فراخواندند.
در اواسط سال ۱۳۹۰ قاسم حسینی موجودی صندوق را ۱۰۰ میلیون دلار اعلام کرد. در همان سال به گفتهٔ محمود احمدی‌نژاد صندوق ذخیره ارزی خالی است.
برداشت‌های بی‌رویه احمدی‌نژاد از حساب ذخیره ارزی که منجر به افزایش شدید نرخ تورم و از دست رفتن یکی از فرصت‌های اساسی برای پیشرفت کشور شد، انتقاد شدید کارشناسان را به دنبال داشت. میل دولت به برداشت گسترده (تا جایی که با مجلس همسوی هفتم نیز دچار اصطکاک شد) در حالی بود که بی‌برنامگی و سردرگمی شدیدی در چگونگی استفاده از درآمدهای سرشار نفتی، به چشم می‌خورد.
احمد توکلی، نماینده اصولگرای مجلس، چند هفته پس از روی کار آمدن دولت یازدهم اعلام کرد که از ۱۷۶ میلیارد دلار حساب ذخیره ارزی، ۱۶۱ میلیارد دلار را دولت استفاده کرده است. توکلی در توصیف وضعیت این صندوق در پایان دولت دهم از عبارت «حساب ذخیره ارزی جارو شد»، استفاده کرد.
در حالی که کارشناسان خواستار تغییر در ترکیب هیئت امنای حساب ذخیره ارزی، برای کاهش قدرت دولت دربرداشت از آن شدند، محمود احمدی‌نژاد هیئت امنا را منحل و اختیارات آن را به کمیسیون اقتصادی دولت واگذار کرد. این اقدام به تلاش وی برای برداشت راحت‌تر از حساب ذخیره ارزی تعبیر شد.
الیاس نادران از نمایندگان جناح راست مجلس انحلال هیئت امنای حساب ذخیره ارزی را غیرقانونی و بایزید مردوخی آن را پایان کار حساب نامید.

### عملکرد دولت حسن روحانی
اوّلین اطلاع‌رسانی رسمی در خصوص صندوق ذخیره ارزی، در دولت یازدهم ایران، در روز ۲۲ مهر ۱۳۹۲ انجام شد. در این روز حسن روحانی برای حضور در آیین گشایش دانشگاه‌ها، در دانشگاه تهران حاضر شد و به صراحت خالی بودن حساب ذخیره ارزی را مطرح کرد. این توصیف میزان ذخیره، با واکنش‌های متعددی همراه بود.
برخی مقامات سعی کردند آماری در خصوص میزان ذخیره ارزی ایران اعلام کنند که گاهی تفاوت‌های فاحشی با یکدیگر داشت: احمد توکلی موجودی صندوق را ۱۵ میلیارد دلار اعلام کرد، رئیس صندوق، موجودی آن را ۴۲ میلیارد دلار اعلام کرد. در نهایت ناصر سراج، رئیس سازمان بازرسی کل کشور، با این توضیح که روش‌های مختلفی برای محاسبه موجودی صندوق وجود دارد، میزان آن را ۵۴٫۵ میلیارد دلار اعلام کرد.
سید صفدر حسینی در دولت روحانی به عنوان رئیس و عضو هیئت عامل صندوق توسعه ملّی ایران شروع به کار کرد.
در خرداد ۱۳۹۵ و پس از سلسله فیش‌های حقوقی نجومی منتشر شده مدیران دولتی ایران، خبرگزاری‌های ایران مدّعی شدند به فیش‌های حقوقی ۵۷ میلیونی رئیس صندوق توسعه ملّی دست یافته‌اند. آن‌گونه که خبرگزاری‌های تسنیم و فارس، روز پنجشنبه ۲۷ خرداد خبر دادند، رئیس وقت صندوق توسعه ملّی ایران صفدر حسینی است، ماهانه ۵۷ میلیون و ۴۰۰ هزار تومان حقوق دریافت می‌کند که مواردی چون کمک هزینه ورزش، خرید کتاب و اوقات فراغت فرزندانش نیز در آن لحاظ می‌شود. به عبارت دیگر، حسینی در سال گذشته جمعاً حدود ۶۸۶ میلیون تومان بابت حقوق به‌علاوه ۳۰۰ میلیون تومان تسهیلات وام آن هم با نرخ سود ۴٪ از صندوق توسعه ملّی دریافت کرده است!»
با استعفای صفدر حسینی، احمد دوست‌حسینی جایگزین او شد.

## وضعیت فعلی صندوق توسعه ملّی
گزارش مرکز پژوهش‌های مجلس شورای اسلامی در فروردین‌ماه ۱۴۰۴، از تخلیه گستردهٔ دارایی‌های صندوق توسعه ملّی ایران و هدررفت منابع خبر داد. آمارهای مرکز پژوهش‌های مجلس نشان می‌دادند که از زمان راه‌اندازی صندوق توسعه ملّی در سال ۲۰۱۱ تا مارس ۲۰۲۴ حدود ۸۲ درصد از درآمد ۱۶۱ میلیارد دلاری آن مصرف شده و ۸۸ درصد وام‌های ارائه شده نیز سهم دولت و نهادهای عمومی (سپاه پاسداران و غیره) بوده است. از ۱۳۲ میلیارد دلار وامی که از طرف این نهاد طی ۱۳ سال پرداخت شده نیز تنها هشت میلیارد دلار آن بازپرداخت شده و ۱۸ میلیارد دلار با وجود سررسید شدن، بازپرداخت نشده و به وام معوقه تبدیل شده است. گزارش مرکز پژوهش‌های مجلس نشان می‌داد تا مارس ۲۰۲۴، ذخایر ارزی این نهاد تنها ۲۶٫۵ میلیارد دلار بوده که با کسر ۶٫۵ میلیارد دلار مانده تعهدات ارزی این نهاد، تنها ۲۰ میلیارد دلار از دارایی‌های قابل مدیریت برای صندوق توسعه ملّی ایران باقی مانده بود.
صندوق توسعه ملّی در سال ۱۳۸۹، با هدف ذخیرهٔ بخشی از درآمدهای نفتی ایران برای ارائهٔ وام به بخش خصوصی تشکیل شد؛ امّا در عمل دولت و نظامیان بر بخش بزرگی از ذخایر مالی آن دست گذاشتند و تنها ۱۴ میلیارد دلار، معادل کمتر از ۱۰ درصد از دارایی‌های آن به بخش خصوصی واگذار شد که با توجه به گستردگی رانت و فساد مالی، به نظر نمی‌رسد این منابع هم به بخش خصوصی واقعی ارائه شده باشند.